# بلوتو كويبر إكسبرس
بلوتو كويبر اكسبرس هو عبارة عن مسبار فضاء بين الكواكب اقترحه علماء ومهندسو مختبر الدفع النفاث (JPL) وهو قيد التطوير من قبل وكالة ناسا. وكان الهدف من إطلاق المركبة الفضائية هو دراسة بلوتو وقمره شارون. كان هذا الاقتراح هو الثالث من نوعه بعد بلوتو 350 عندما تم اقتراح إرسال مركبة فضاء مارينر مارك الثاني إلى بلوتو.

## نبذة

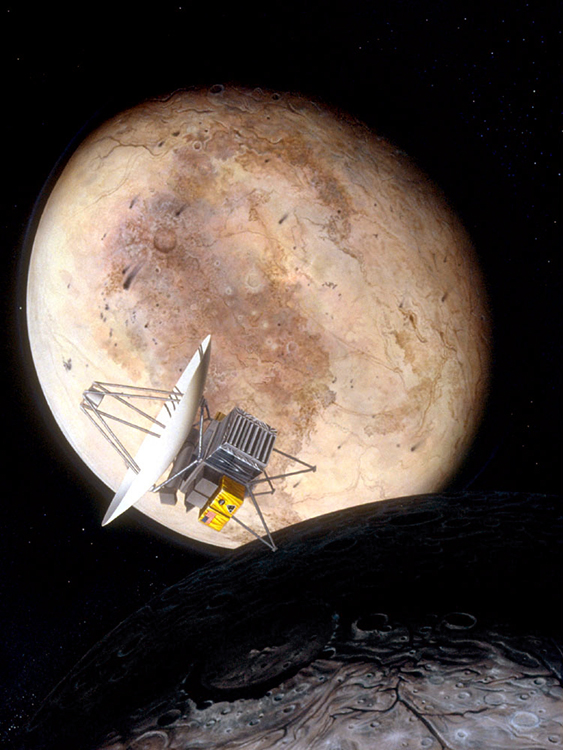
إنطباع تصويري للمركبة

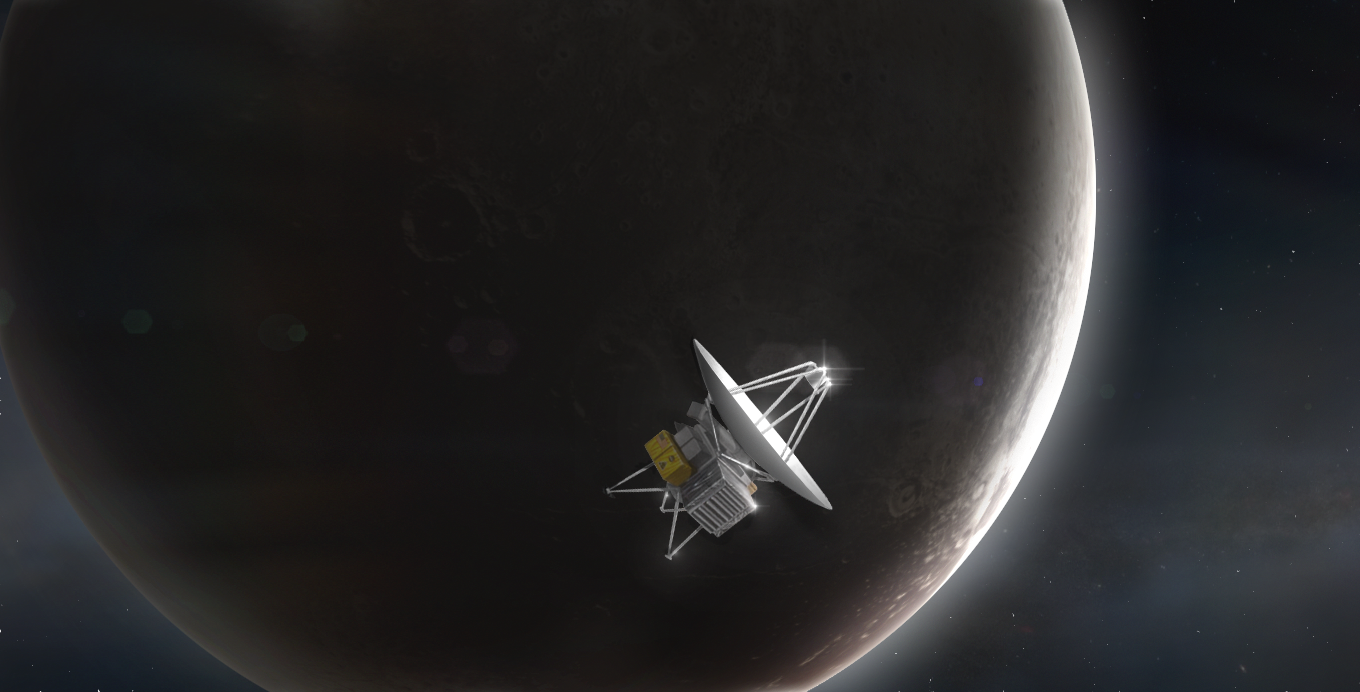
إنطباع تصويري لتحليق المركبة

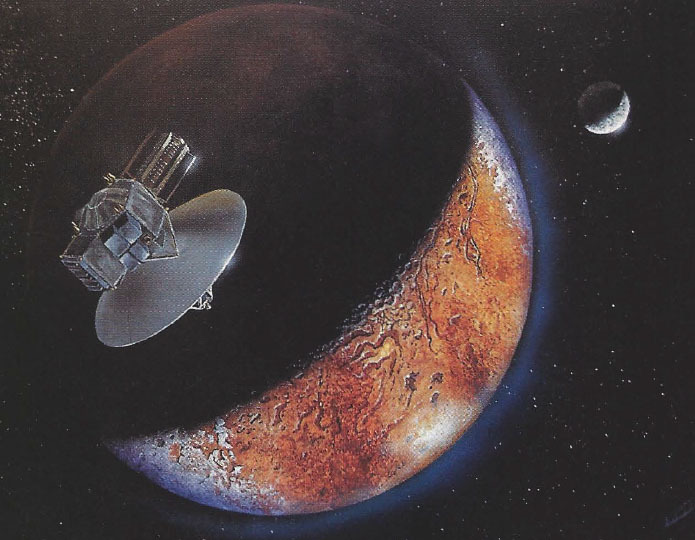
تصوير تخيلي للمركبة وهي تقترب من سطح بلوتو. يظهر الجو العابر الضعيف كالضباب الأزرق بينما يلوح رفيق بلوتو (القمر تشارون)

كانت هذه المهمة مستوحاة في الأصل من طراز بلوتو فليب فليبي وأطلق عليها في وقت لاحق اسم بلوتو اكسبرس في عام 1991. جلب المشروع مهندسي مختبر الدفع النفاث وطلاب من معهد كاليفورنيا للتكنولوجيا وبعد ذلك آلان ستيرن وعلماء آخرين من مشروع بلوتو 350. في حين بدأ المشروع في عام 1992 وكانت مرحلة تطوير المشروع طويلة وقضى ما يقرب من عقد من الزمان في الاقتراح ومرحلة التمويل. قررت وكالة ناسا في نهاية المطاف إلغاء المهمة في عام 2000 مشيرة إلى توسيع ميزانية المشروع كسبب نهائي للإلغاء.

## التاريخ
تم اقترح المشروع من قبل مختبر الدفع النفاث (JPL) في عام 1992 حيث كانت الرحلة من الأرض إلى بلوتو تستغرق سبع أو ثماني سنوات وموعد الإطلاق في عام 1998. قيل أن ميزانية البعثة لا تزيد عن 400 مليون دولار من قبل مدير ناسا دانيال غولدين الذي يدعم الاقتراح بشكل كامل.
بحلول عام 1995 عُرفت البعثة المقترحة باسم بلوتو اكسبريس واقترح مدير مشروع ما قبل الحرب روب ستايل من مختبر الدفع النفاث ميزانية «في حدود 300 مليون دولار». في هذه المرحلة كانت البعثة لا تزال مركبة فضائية مزدوجة وكان من المأمول إطلاقها في عام 1998. حاولت إدارة الطيران والفضاء الأمريكية (ناسا) التفاوض مع روسيا لاستخدام صواريخ «بروتون» لإطلاق المركبات الفضائية في مقابل حمل تحقيقات «دروب زوند» الروسية إلى بلوتو. فكرة أخرى انبثقت عن معهد ماكس بلانك كان من الممكن أن تساهم ألمانيا في تمويل عملية الإطلاق في مقابل الحصول على بلوتو اكسبريس الذي يحمل مسبارًا ألمانيًا يتم إسقاطه في آيو (قمر) خلال مساعدة جاذبية المشتري.
كان توقيت المهمة مهمًا لأنه كان سيعتمد على بلوتو قبل فترة وجيزة من تجميد غلافه الجوي والذي كان يعتقد أنه يقوم به لجزء كبير من مداره. كانت الأهداف الرئيسية للبعثة هي تحديد سطح بلوتو وفحص الجيولوجيا والجيومورفولوجيا في النظام المزدوج بالإضافة إلى تحديد تكوين الغلاف الجوي لبلوتو. كانت هذه المهمة الأخيرة أكثر صعوبة بكثير بعد بدء التجميد في الغلاف الجوي. وستشمل المعدات العلمية على متنها أنظمة التصوير بالضوء المرئي وأجهزة قياس الأشعة تحت الحمراء والأشعة فوق البنفسجية.
كان من المفترض أن تكون المركبة الفضائية عبارة عن هيكل بسيط الشكل سداسي الشكل يزن حوالي 220 كيلوجرام (485 رطل) مدعومًا بالمولدات الحرارية للنظائر المشعة شبيهة بتلك المستخدمة في مهمتي غاليليو وكاسيني. وكان من الممكن الحفاظ على التحكم على متن المركبة وجمع البيانات بواسطة نظام حاسوبي قائم على نظام مجموعة تعليمات بنية الحاسب قدره 1.5 قادر على معالجة البيانات بسرعة 5 ميغابت / ثانية. كان من شأن ذلك أن يسمح بنقل أكثر من غيغابايت من البيانات على مدار عام واحد. كانت الاتصالات تتم عن طريق هوائي عالي الكسب ثابت بطول 1.47 متر (5.6 قدم)، تم تصحيحه بشكل اتجاهي باستخدام متتبع نجم واسع المجال. في وقت مبكر من تخطيط البعثة كان هناك اقتراح من دمج الجهود مع وكالة الفضاء الروسية، بما في ذلك تحقيقات برنامج زوند لدراسة الغلاف الجوي لبلوتون. تم التخلي عن هذه الخطة في وقت لاحق.
كان من المتوقع إطلاق بلوتو اكسبرس في عام 2001 لكنه لم يكن جاهزًا حتى أواخر عام 2004. كان من المقرر إطلاق المركبة الفضائية إما عن طريق صاروخ دلتا أو مكوك الفضاء، على الأرجح في ديسمبر 2004. لو حدث ذلك فإن الخيار الوحيد كان من الممكن استخدام صاروخ دلتا حيث كان أسطول «شوتل» قد تأثر بعد كارثة «كولومبيا». كان من المقرر أن يكون هذا المسار من خلال كوكب المشتري الذي كان من الممكن أن يستخدم بئر جاذبيته لزيادة سرعة المسبار عبر مساعدة الجاذبية. كانت المسافة الأقرب إلى بلوتو حوالي 15000 كم (9320.6 ميل) بسرعة 17-18 كم / ثانية (38,027.9-40,264.9 ميل في الساعة). بعد مرور بلوتو كانت المركبة الفضائية تستخدم كاميرا التصوير الخاصة بها للبحث عن أجسام حزام كايبر.
في سبتمبر 2000 توقفت ناسا عن العمل في مهمة بلوتو-كايبر إكسبرس على الرغم من أن الوكالة قالت إنه يجري «إعادة النظر فيها وإعادة تصميمها»، ولم يتم إلغاؤها. وقد قال متحدث باسم وكالة ناسا أن تكلفة البعثة في ذلك الوقت كانت 500 مليون دولار أمريكي (مقارنة بالميزانية الأصلية التي بلغت 350 مليون دولار في عام 1999).